# Coupe du Brésil de football 1995
Navigation
Édition précédente Édition suivante
La Coupe du Brésil de football 1995 est la 7e édition de la Coupe du Brésil de football.
La compétition débute le 14 février 1995 et se termine le 21 juin 1995. Les Corinthians remportent cette édition face à Grêmio.

## Règlement
La règle des buts marqués à l'extérieur est utilisée.

## Résultats

### Phase finale

#### Demi-finales
| Équipe 1    | Score | Équipe 2         | Aller | Retour |
| ----------- | ----- | ---------------- | ----- | ------ |
| Grêmio      | 2-2   | Atlético Mineiro | 1-2   | 1-0    |
| Corinthians | 6-0   | Corinthians      | 1-0   | 5-0    |

#### Finale
| Équipe 1 | Score | Équipe 2    | Aller | Retour |
| -------- | ----- | ----------- | ----- | ------ |
| Grêmio   | 1-3   | Corinthians | 1-2   | 0-1    |

| Coupe du Brésil de football Vainqueur 1995 |
| ------------------------------------------ |
| Corinthians Premier titre                  |